# آرسن گریگوریان (مرو)
آرسن هوسپی گریگوریان (ارمنی: Արսեն Հովսեփի Գրիգորյան؛ انگلیسی: Arsen Grigoryan؛ زاده ۱۲ ژوئیهٔ ۱۹۶۸) با نام هنری مرو (ارمنی: Մրո) یک خواننده اهل سوریه-ارمنستان بود. وی از سال ۱۹۸۷ میلادی تاکنون مشغول فعالیت بوده‌است.

## زندگی‌نامه
وی در ۱۲ ژوئیه ۱۹۶۸ در قامشلی، سوریه، به دنیا آمد و در سال ۱۹۸۷ به ارمنستان نقل مکان نمود و از کنسرواتوار دولتی کومیتاس ایروان فارغ‌التحصیل گشت. وی برنده جوایزی همچون هنرمند مردمی ارمنستان (۲۰۱۴) شد.